# Славейково (Ямбольська область)
Славе́йково (болг. Славейково) — село в Ямбольській області Болгарії. Входить до складу общини Єлхово.

## Населення
За даними перепису населення 2011 року у селі проживали 24 особи, з них 22 особи (91,7%) — болгари.
Розподіл населення за віком у 2011 році:
Динаміка населення: